# Estado de conservação dos crustáceos decápodes da fauna brasileira
Muitos fatores contribuem para ameaçar o grupo de decápodes ao longo de sua distribuição, como declínio da qualidade de seu habitat, contaminação da água pelo uso de pesticidas ou por esgoto humano, silvicultura, construção de usinas elétricas, entre outros. A ordem Decapoda é a mais diversificada dentre o subfilo Crustacea (classe Malacostraca) apresentando espécies de grande interesse econômico como camarões, lagostas e caranguejos.
Dentre os grupos que se encontram com considerações em listas vermelhas Malacostraca possui 3016 espécies listadas (em 2019), sendo que Decápodes contabilizam mais de 95% de representatividade nos índices de conservação dessa classe, apresentando 2892 espécies listadas. Além disso, 1130 espécies da ordem mencionada estão sob o rótulo de Dados Insuficientes, ou seja, a situação de conservação de boa parte de Decápodes encontra-se ainda sob difícil determinação.
O Brasil assumiu um compromisso internacional com a conservação de sua fauna, flora e de seus ecossistemas ao assinar o termo de Convenção sobre diversidade biológica. Na Constituição Brasileira está previsto o plano de recuperação e o plano de gestão para espécies ameaçadas de extinção.
Segundo a União Internacional para Conservação da Natureza, as espécies ameaçadas podem ser categorizadas como:
- Vulnerável: espécies que correm alto risco de extinção a médio prazo.
- Em perigo: corre risco muito alto de extinção em futuro próximo.
- Criticamente em perigo: Risco extremamente alto de extinção em um futuro imediato.

Outras categorias de espécies não ameaçadas:
- Quase ameaçada: Não atinge o estado de ameaçado, mas está bem próximo de vulnerável, ou seja, se não protegido pode tornar-se espécie ameaçada.
- Menos preocupante: As informações existentes não justificam sua inclusão em espécies ameaçadas.
- Dados insuficientes: Os dados não permitem saber se está ou não ameaçado. É necessário maiores pesquisas para descobrir o estado de conservação da espécie.

Além desses critérios, a espécie pode ser classificada como Não avaliada, Extinto ou Extinto na natureza.

## Infraordem Caridea
No Brasil ocorrem três famílias de Caridea em águas continentais: Atyidae, Sergestidae e Palaemonidae (Sampaio et al, 2009). Caridea é uma infraordem de Decápodes, representada pelos populares camarões, estando distribuídos em 47 gêneros, muito diversos e sua morfologia corporal lembra uma lagosta.
A família Alpheidae, conhecido popularmente como camarão-estalo, ocorre em margem continental e ilhas oceânicas, sendo distribuída no Brasil em 81 espécies em 10 gêneros, onde nove espécies estão no Livro Vermelho da Fauna Brasileira de 2018, mas com avaliação “menos preocupante”, são elas: Alpheus cristulifrons; Alpheus peasei; Alpheus simus; Alpheus formosus; Synalpheus hemphillis; Synalpheus longicarpus; Synalpheus minus; Synalpheus sanctithomae; Synalpheus townsendi.
Muitas espécies, como as três primeiras, são encontradas em recifes de corais, sendo a ação antrópica a causa mais preocupante para a conservação dessas espécies.
Na família Palaemonídeos, somente para M. carcinus são conhecidas ações de conservação, sendo considerados vulneráveis nos estados do Rio de Janeiro, Pará e Espírito Santo. Além disso, a espécie está ameaçada de extinção nos estados: Pará, Piauí, Ceará, Pernambuco a São Paulo, Santa Catarina e Rio Grande do Sul. No Brasil várias espécies nativas de Macrobrachium possuem elevada importância econômica, onde na região do Vale do Ribeira as espécies M. carcinus e M. acanthurus são destaques para consumo humano. Esta região é considerada a mais importante reserva de água doce do estado (SP) e um dos melhores bancos genéticos do país, sendo importante local de conservação, visto que é um hotspot, tendo 40% do bioma Mata Atlântica.  

## Infraordem Brachyura

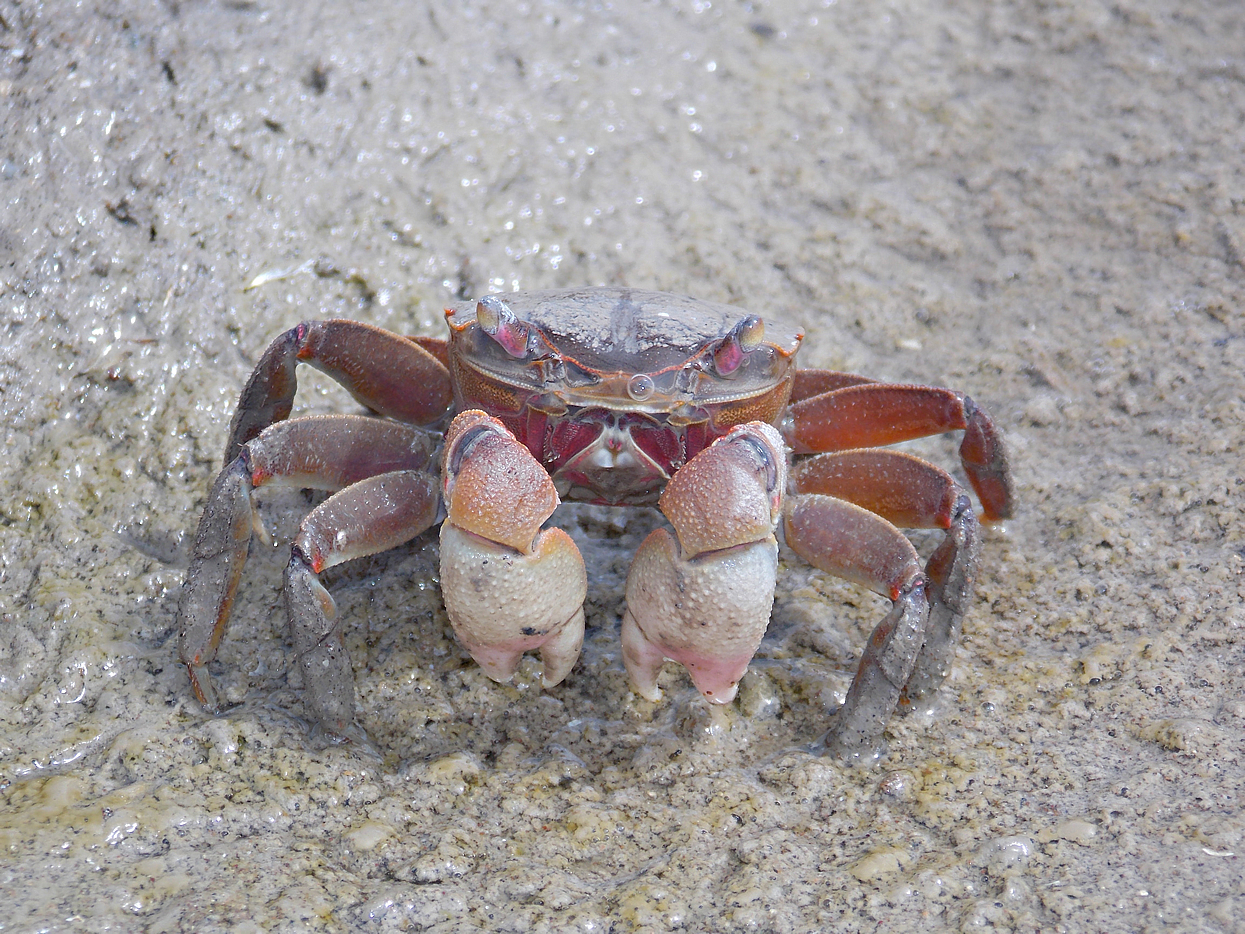
Chasmagnathus granulatus, Família Varunidae, (Decapoda, Malacostraca)

### Família Varunidae

#### Chasmagnathus granulatus
No Brasil ocorre do Rio de Janeiro até o Rio Grande do Sul. São organismos semiterrestres, que vivem em tocas mas podem ficar expostos por horas. A espécie C. granulatus encontra-se ameaçada de extinção no Rio Grande do Sul.

### Família Gecarcinidae
A família Gecarcinidae possui duas espécies no Livro Vermelho da Fauna Brasileira de 2018:

#### Cardisoma guanhumi

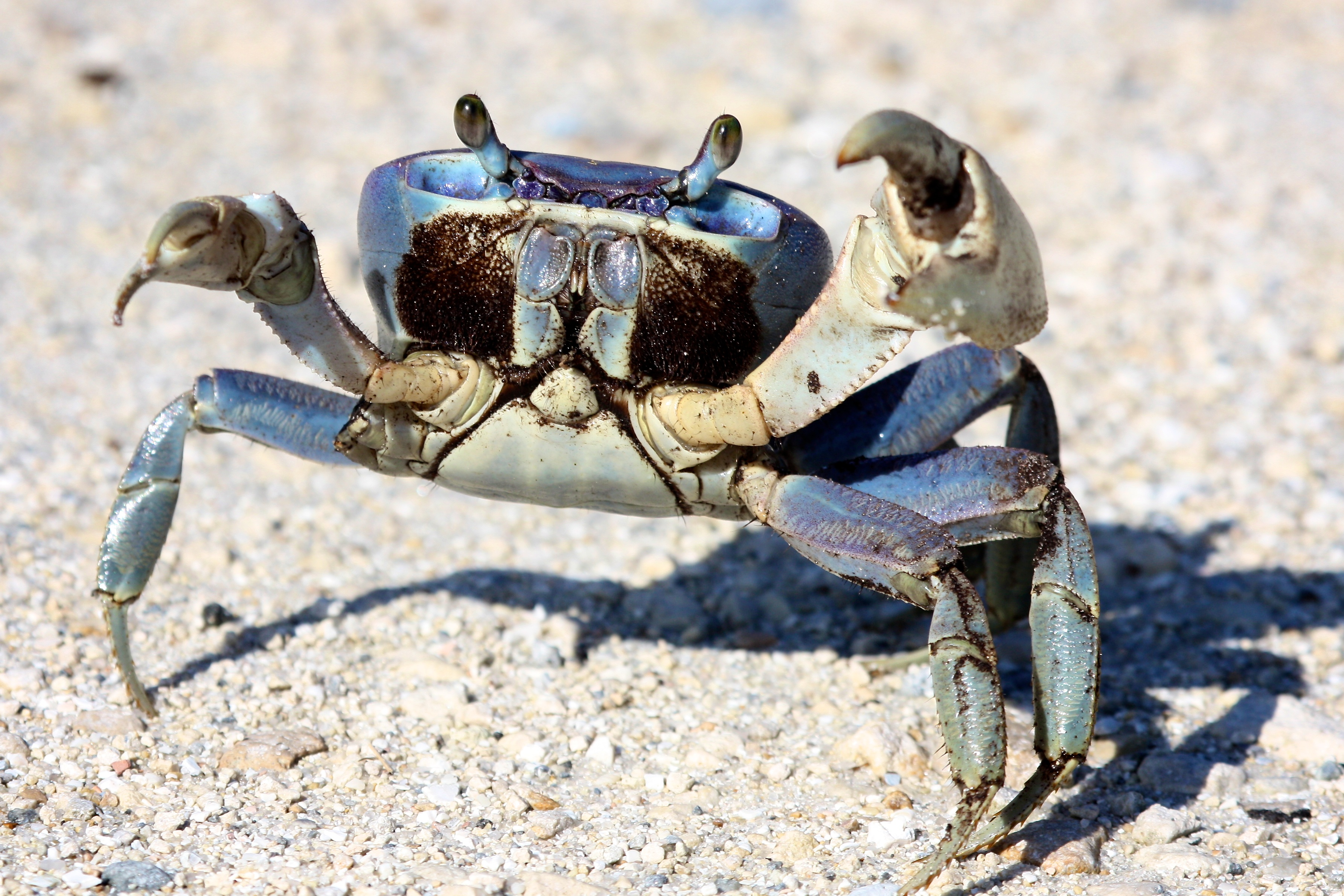
Cardisoma guanhumi, mais conhecido como guaiamu, Família Gecarcinidae, (Decapoda, Malacostraca).

Criticamente em perigo No início era considerado um recurso pesqueiro importante na geração de renda de comunidades que ocupam áreas próximas à manguezais devido seu tamanho médio quando adulto, porém, com a degradação de seu habitat pela exploração imobiliária, monocultura (principalmente da cana-de-açúcar no Nordeste) e pela carcinicultura, tem levado a uma mudança na população com a redução do número de indivíduos adultos. Assim, se tornou cada vez menos explorado comercialmente, visto que indivíduos adultos e de grande porte são de maior valor comercial.
No Brasil, a espécie têm distribuição desde o Ceará à Santa Catarina. Sua coloração varia conforme a idade, sendo que na fase juvenil têm carapaça marrom, as laterais roxo claro e pernas marrons. Em sua fase de transição, o animal apresenta coloração roxa escura, enquanto a fase adulta apresenta cor azul lavanda.

#### Johngarthia lagostoma

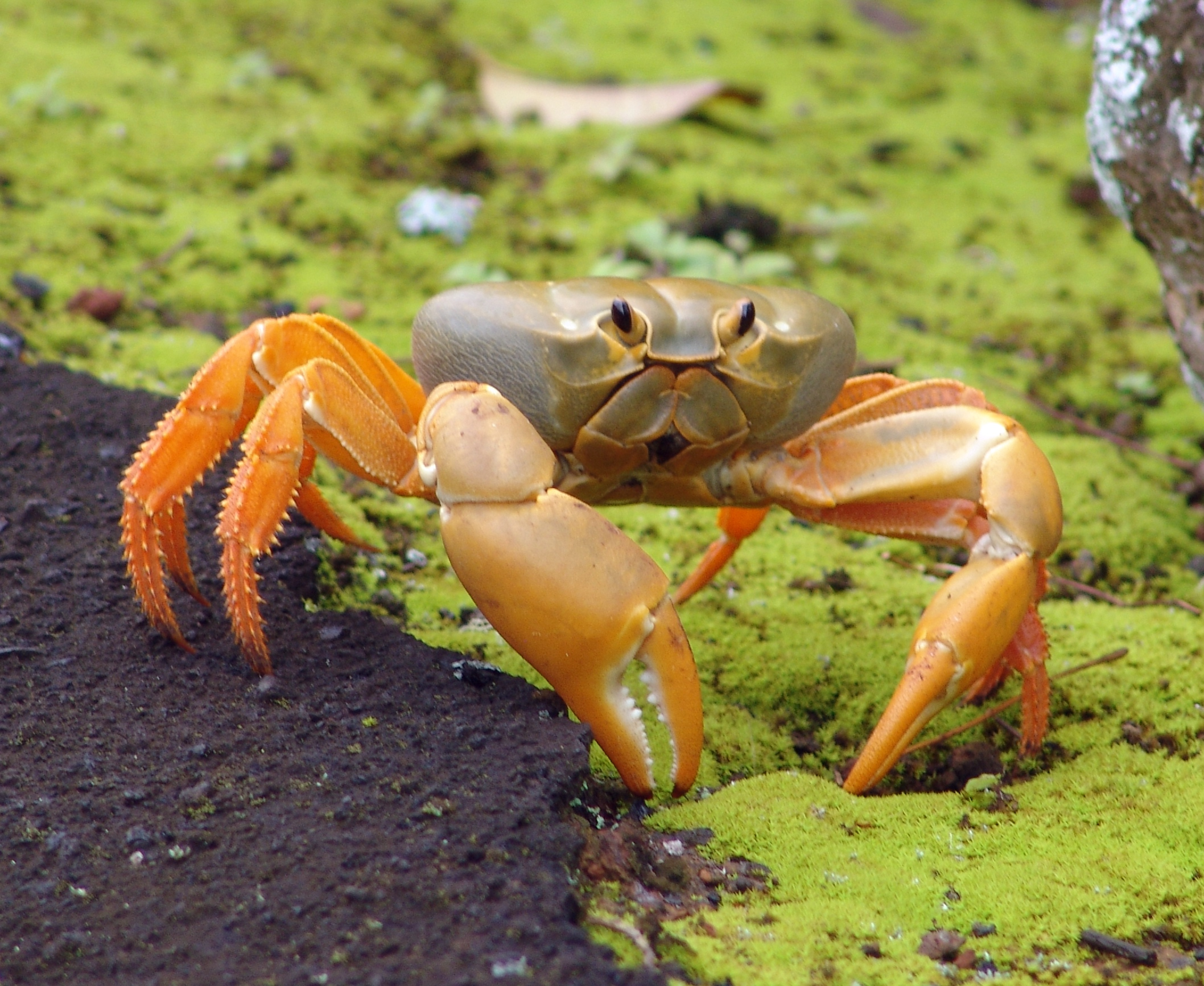
Johngarthia lagostoma, também conhecido como caranguejo-amarelo, Família Gecarcinidae (Decapoda, Malacostraca)

Em perigo. Apesar de serem popularmente conhecidos como “caranguejo-amarelo”, possuem representantes de colorações diversas como roxo e vermelho, além da cor que lhe dá o nome comum (por ser a mais abundante entre os indivíduos encontrados). Seu status encontra-se nesta categoria principalmente por ações antrópicas, como a influência do crescente turismo nas áreas em que se encontram, a agricultura e o aumento na urbanização, sendo esta última responsável pela diminuição da área de ocupação desta espécie.
Todavia, outros motivos influenciam sua existência, como a predação de espécies invasoras nos locais em que vivem. Este ambiente é o de ilhas, sendo essa espécie endêmica de Ilhas Oceânicas, com presença registrada em locais de território brasileiro: Arquipélagos de Fernando de Noronha, Atol das Rocas e Trindade e Martim Vaz.
As atividades que visam a conservação desta espécie é realizada por unidades de conservação, sendo essas encontradas em Atol das Rocas e Fernando de Noronha, nas unidades de preservação REBIO Atol da Rocas, PARNA Marinho de Fernando de Noronha, respectivamente.

## Infraordem Anomura

### Família Aeglidae
O gênero Aegla pertencente à família Aeglidae. Os organismos são exclusivamente de ambientes de água doce, ocupando rios, lagos, córregos bem oxigenados e com correnteza, e algumas espécies habitam cavernas de calcário com distribuição nas regiões temperadas e subtropicais do continente sul-americano. São animais de hábito bentônicos e territorialistas que vivem embaixo de rochas e folhiço. Em relação ao seu papel ecológico, são detritívoros que atuam na fragmentação de matéria orgânica, facilitando o transporte e decomposição desses componentes, são predadores de larvas aquáticas e importante fonte de alimento para peixes, rãs e aves. Os eglídeos constituem um importante componente da comunidade em sistemas límnicos, além de sua alimentação baseada  em pequenos crustáceos, moluscos, algas e insetos, estes organismos têm papel essencial na ciclagem de nutrientes, fragmentando a biomassa de folhas que caem nos corpos d’água.
Em 2014, foi catalogado que até 36,5% das espécies de eglídeos, das 63 espécies conhecidas, poderiam encontrar-se ameaçadas ou em perigo. Além disso, das 42 espécies exclusivas de água doce brasileiras, 61% encontram-se ameaçadas, nas quais 8 espécies estão “criticamente em perigo”, 12 espécies estão “em perigo”, e 6 espécies estão “vulnerável”.  Dentre os fatores que mais contribuem para este estado, incluem-se o alto grau de endemismo e a degradação de habitats, principalmente os de água doce.
| Espécies             | Status                 | Justificativa |
| -------------------- | ---------------------- | --- |
| Aegla brevipalma     | Criticamente em perigo | Foi identificado em uma única localização a partir de uma coleta em 2000, sendo que tentativas de coletas nos anos posteriores foram infrutíferas. Estima-se que ocupa uma área inferior a 10 km² e está sujeito a declínio do seu habitat. |
| Aegla camargoi       | Em perigo              | Espécie com área de ocupação menor que 500 Km² restrita à áreas de nascentes. Têm baixo poder de dispersão e alto declínio de seu habitat. |
| Aegla cavernicola    | Criticamente em perigo | A espécie recebe este nome por ser endêmica de regiões de cavernas, tendo reduzida área de ocupação (0,02 Km²) e hábito subterrâneo frágil, de modo que estes animais são dependentes de nutrientes de origem externa. Como ocorre degradação de ambientes externos à cavernas pela ação antrópica, o número dessa população vem decrescendo nos últimos anos, sendo que a espécie já se apresentava presente na lista de espécies vermelhas desde 2004. |
| Aegla franca         | Criticamente em perigo | Espécie endêmica de córregos pertencentes à microbiota do rio Canoas, a população encontra-se fragmentada e sua área de distribuição é menor que 10 Km². Entre as ações antrópicas de maior influência na espécie estão: degradação da mata ciliar que acompanha os córregos, agricultura, criação de gados, indústria de processamento de couro, descarte de resíduos altamente poluidores e tóxicos no curso d’água. |
| Aegla grisella       | Vulnerável             | A coleta e manutenção em cativeiro desta espécie é proibida por lei. Esta espécie foi descrita em 1944 e têm ocorrência somente no Brasil, no Rio Grande do Sul. Tais organismos são muito sensíveis à parâmetros inadequados da água, principalmente à altas temperaturas. Entre as ameaças da espécie, destaca-se a destruição e poluição dos cursos d’água, especialmente por defensivos agrícolas. |
| Aegla inconspicua    | Vulnerável             | Distribuição encontrada no leste e nordeste do Rio Grande do Sul, na Bacia do Caí. A maior ameaça é a redução da qualidade de seu habitat associada com a restrita distribuição. |
| Aegla inermis        | Em perigo de extinção  | Sua distribuição restrita às bacia do Caí e dos Sinos, no Rio Grande do Sul. A região de sua ocorrência é afetada com indústria de couro, agroquímicos e dejetos. A população apresenta-se fragmentada e ocorre em águas limpas. |
| Aegla itacolomiensis | Em perigo              | Assim como muitas espécies de eglídeos, encontram-se fragmentados devido à redução da qualidade de seu hábitat. Sua ocorrência é no leste do Rio Grande do Sul (bacias de Gravataí, Sinos e Caí). Entre os principais impactos antrópicos na espécie, destacam-se o despejo de esgoto tanto doméstico como industrial e a destruição da mata ciliar. |
| Aegla lata           | Criticamente em perigo | Espécie endêmica da bacia do Rio Paranapanema, no Paraná. Há apenas três locais de ocorrência, sendo considerada extinta em um deles e as outras duas localidades são no Parque Estadual Mata dos Godoy, em Londrina, no qual seus arredores vem sofrendo desmatamento para o cultivo de café. A espécie vem sofrendo redução nos dois locais onde ainda coexistem. |
| Aegla leachi         | Em perigo              | Encontra-se com distribuição em Santa Catarina. Assim como muitos eglídeos, a população encontra-se fragmentada devido à principalmente à degradação de seu habitat. |
| Aegla leptochela     | Criticamente em perigo | Espécie presente na lista de espécies ameaçadas desde 2004, encontra-se na unidade de conservação PETAR. As principais ameaças à sua preservação são as ações antrópicas nas cavernas, alterando este ambiente, como construção de passarelas e erosão superficial por excesso de pisoteio. Neste quesito, a qualidade do habitat desses organismos apresentam declínio pela exploração de minério e calcário, desmatamento e introdução de carpa que compete por alimento. Além disso, a poluição de águas subterrâneas e superficiais que chegam às cavernas ameaçam a espécie. |
| Aegla leptodactyla   | Criticamente em perigo | Espécie com população fragmentada devido à redução da qualidade de seu habitat. |
| Aegla ligulata       | Vulnerável             | Bem como muitos eglídeos, possui fragmentação da população pela queda da qualidade de seu habitat. |
| Aegla manuinflata    | Em perigo              | Espécie tem distribuição no centro do Rio Grande do Sul, sua conservação é prejudicada devido ao declínio da qualidade de seu habitat. |
| Aegla microphthalma  | Criticamente em perigo | Espécie ameaçada desde 2004, endêmica da caverna Sant’Anna, no Vale do Ribeira (SP), sendo registrada na unidade de conservação PETAR. As ameaças são a contaminação do rio por metais pesados, como cádmio, mercúrio e arsênio, devido à mineradoras da região, além das ameaças ao ambiente cavernícola descrito para a espécie Aegla leptochela. |
| Aegla oblata         | Em perigo              | Sua distribuição está na bacia de Pelotas, em Santa Catarina. Como muitos eglídeos, a população está fragmentada devido ao declínio da qualidade de seu habitat. |
| Aegla obstipa        | Em perigo              | A principal ameaça à conservação da espécie é a remoção da mata ciliar juntamente com a agricultura e pecuária extensiva, além do plantio de espécies de flora exóticas. Como grande parte dos eglídeos ameaçados, a população da espécie encontra-se fragmentada e além das ações antrópicas supracitadas, ocorre assoreamento dos cursos d’água. |
| Aegla perobae        | Criticamente em perigo | Espécie endêmica de riachos próximo à Gruta da Peroba em São Pedro (SP), sendo que seu habitat sofre os efeitos da agropecuária na região. As principais ações antrópicas são o uso de agrotóxicos e poluição doméstica. Estima-se que há somente 1300 indivíduos, sendo que esta espécie não deve ser retirada da natureza. Além disso, a espécie se reproduz apenas uma vez ao ano. |
| Aegla plana          | Em perigo              | Espécie endêmica do Brasil, tendo sua população fragmentada principalmente devido à redução da qualidade de seu habitat associado à agropecuária. |
| Aegla pomerana       | Em perigo              | Espécie endêmica do nordeste de Santa Catarina, com habitat degradado principalmente devido à agricultura e ao turismo rural. |
| Aegla renana         | Criticamente em perigo | Um dos fatores que contribuem para a categoria de ameaça da espécie é que a mesma ocorre apenas em uma localização, próximo à Nova Petrópolis (RS). Além disso, o local sofre com a degradação da mata ciliar e assoreamento. |
| Aegla rossiana       | Em perigo              | Espécie ocorre em áreas de nascente, é endêmica do Brasil e possui baixo poder de dispersão. As ações antrópicas que prejudicam a conservação desta espécie são a agricultura e a urbanização. |
| Aegla spinipalma     | Vulnerável             | São organismos sensíveis à temperatura da água, com um ciclo reprodutivo ao ano. A espécie é endêmica do Brasil, no centro e nordeste do Rio Grande do Sul. Como são organismos sensíveis à alterações nas variáveis da água, tais como pH e temperatura, as principais ameaças são a agricultura intensiva e degradação da mata ciliar. |
| Aegla spinosa        | Vulnerável             | Espécie brasileira, com distribuição em Santa Catarina e Rio Grande do Sul. A espécie está em estado de ameaça de conservação devido à construção de hidroelétricas, bem como atividades que poluem ou sujam as águas dos rios onde tais organismos habitam. |
| Aegla strinatii      | Em perigo              | Espécie presente na unidade de conservação Parque Estadual de Jacupiranga, registrada no vale do Ribeira de Iguape. Possui reprodução periódica com longo período de incubação dos ovos de modo que esses organismos podem ter apenas dois períodos reprodutivos durante a vida, tornando a espécie muito vulnerável e sensível aos efeitos da ação antrópica. |
| Aegla violacea       | Em perigo              | Espécie endêmica das bacias do Lago Guaíba e do Baixo Jacuí (RS), seu habitat está sendo degradado a partir da ação antrópica, no desenvolvimento urbano, práticas agropecuárias, cultivo de monocultura de plantas exóticas, supressão da mata ciliar e o assoreamento do rio. |

### Família Alpheidae

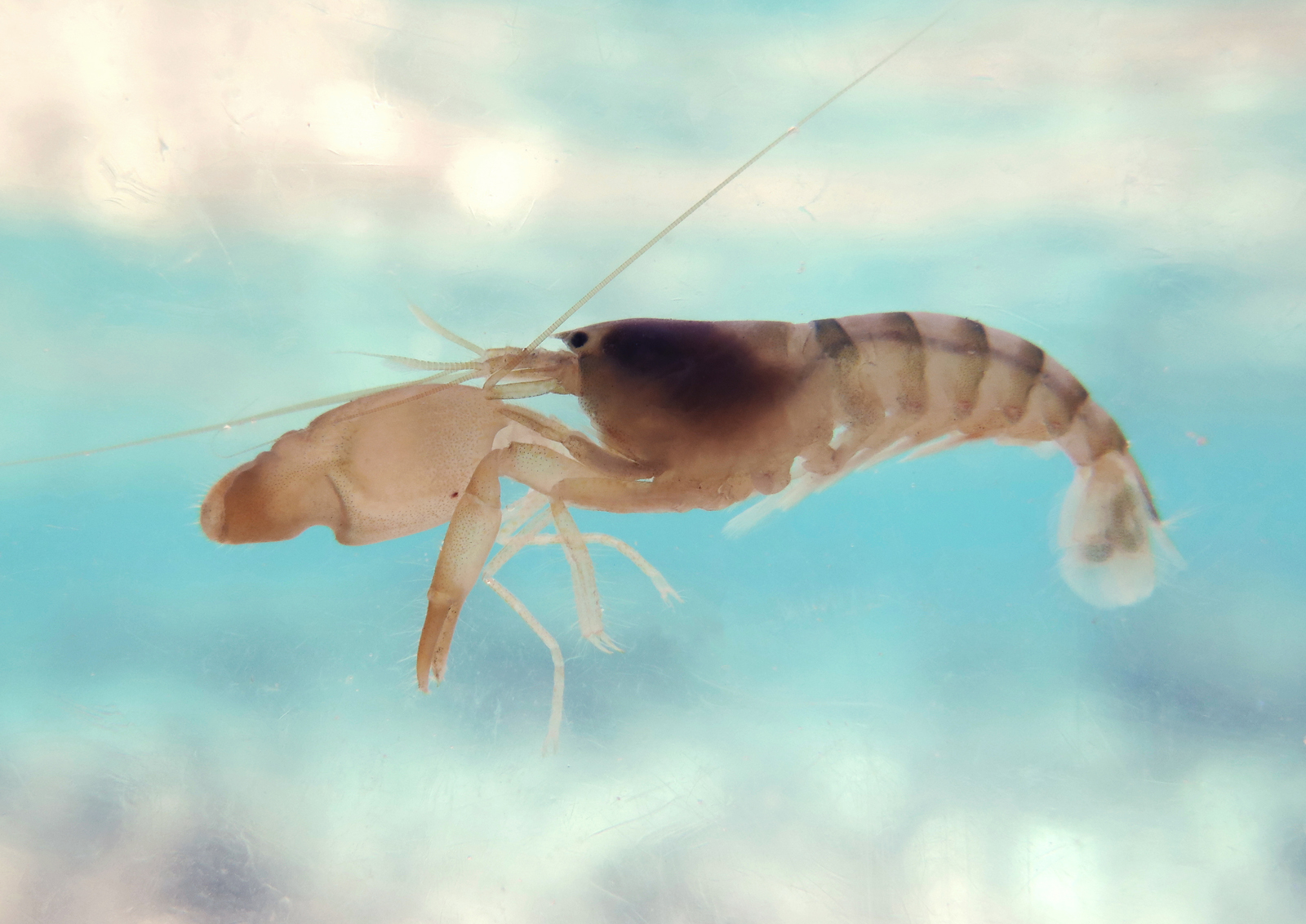
Alpheus leviusculus, Família Alpheidae (Decapoda, Malacostraca)

Todas as espécies no livro desta família estão no estado menos preocupante no livro vermelho de 2018.

#### Alpheus cristulifrons
A espécie ocorre em zonas entremarés rasas ao longo do Atlântico Ocidental, Oriental e Pacífico Leste, no Brasil foi localizado em Atol das Rocas, Fernando de Noronha, do Rio Grande do Norte ao Rio de Janeiro, Ilhas da Trindade e Martin Vaz. Possui hábito críptico, ocupando galerias de corais mortos ou vivos, concreções de algas coralinas, recifes de poliquetos sebelariídeos e briozoários. Não foram encontradas ameaças significativas associadas à espécie.

#### Alpheus formosus
A espécie ocorre no Atlântico Ocidental, sendo que no Brasil está distribuído em Atol das Rocas, Fernando de Noronha e do Ceará à Santa Catarina. Está associado à zonas entremarés, sendo encontrado em substrato rígido como porções vivas ou mortas de corais. Não foram encontradas ameaças significativas associadas a essa espécie.

#### Alpheus peasei
A espécie possui distribuição ao longo do Atlântico Ocidental, sendo que no Brasil foram registrados na Bahia e no Rio de Janeiro. Possui hábito críptico, vivendo no interstício de rochas, corais mortos e esponjas calcareas. Não registro de ameaças, sendo observado devido ao hábito de ocupar corais mortos, sem influência dos impactos aos quais os recifes foram submetidos.

#### Alpheus simus
Espécie que ocupa águas rasas com distribuição ao longo do Atlântico Ocidental, no Brasil ocorre no Rio Grande do Norte e Bahia. Possui hábito críptico, vivendo em galerias no interior de corais mortos. Não foram observadas ameaças significativas.

#### Synalpheus hemphilli
A espécie encontra-se na Bermuda, na Carolina do Norte à Flórida, Golfo do México, Caribe e no Brasil ocorre nos estados do Ceará e Bahia. Vive em águas rasas associadas à esponjas Callyspongia vaginalis e Chalinula variabilis. Não há registros de ameaças significativas.

#### Synalpheus longicarpus
No Brasil, a espécie distribui-se da Paraíba ao Rio de Janeiro em associações com esponjas em águas rasas.

#### Synalpheus minus
Na fauna brasileira sua distribuição ocorre desde o Ceará até São Paulo,  também associado à esponjas.

#### Synalpheus sanctithomae
Registrado no Atol das Rocas, Pernambuco e Bahia, sendo simbiontes obrigatórios de esponjas marinhas.

#### Synalpheus townsendi
Distribuído de Alagoas ao Rio de Janeiro, a espécie também já foi registrada no Ceará e no Atol das Rocas. 

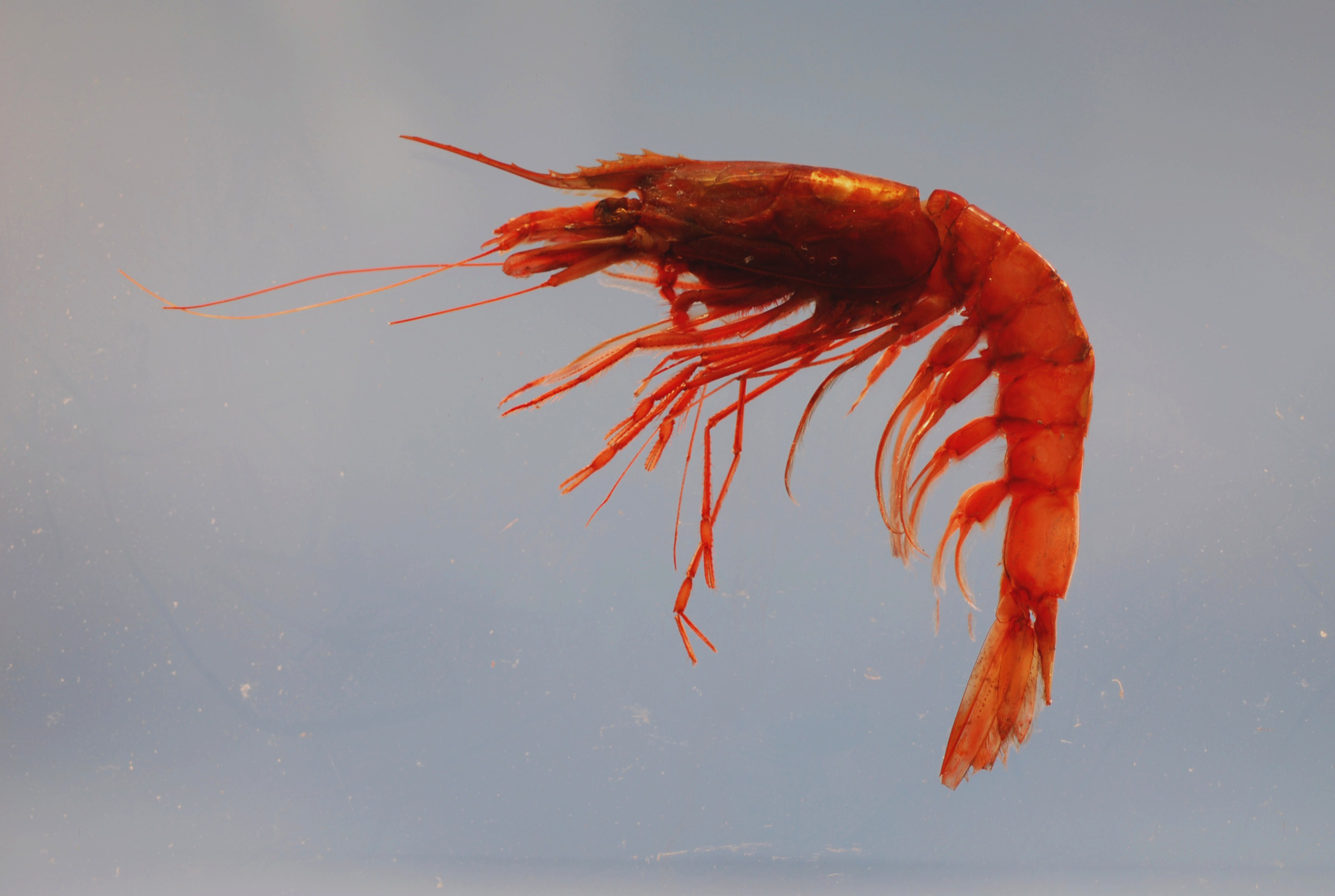
Aristaeomorpha foliacea, Família Aristeidae (Decapoda, Malacostraca)

### Família Aristeidae
Espécies em estado menos preocupante do livro vermelho.

#### Aristaeomorpha foliacea.
A espécie possui ampla distribuição, ocorrendo nos Oceanos Atlântico, Índico e Indo-Pacífico, no Brasil ocorre da Bahia ao Rio Grande do Sul. Entre 2002 e 2009, houve pescarias associadas à espécie, porém não foram registrados o declínio populacional.

#### Aristaeopsis edwardsiana
A espécie possui uma distribuição ampla, sendo identificado nos Oceanos Pacífico, Índico e Atlântico, seno no Brasil ocorrendo no Pará, Amapá e da Bahia até Santa Catarina. Houve um declínio populacional em determinadas regiões do Brasil, mas sua explotação cessou em 2009 e outras regiões foram menos ou não explotadas.

#### Aristeus antillensis
A espécie possui ampla distribuição, ocorrendo no Atlântico Ocidental, sendo que no Brasil ocorre nos estados do Amapá, Maranhão, Bahia e Espírito Santo. Houve uma perda da população devido a pesca no Sudeste do país, porém a explotação cessou em 2009, além disso outras regiões foram menos ou não exploradas. 

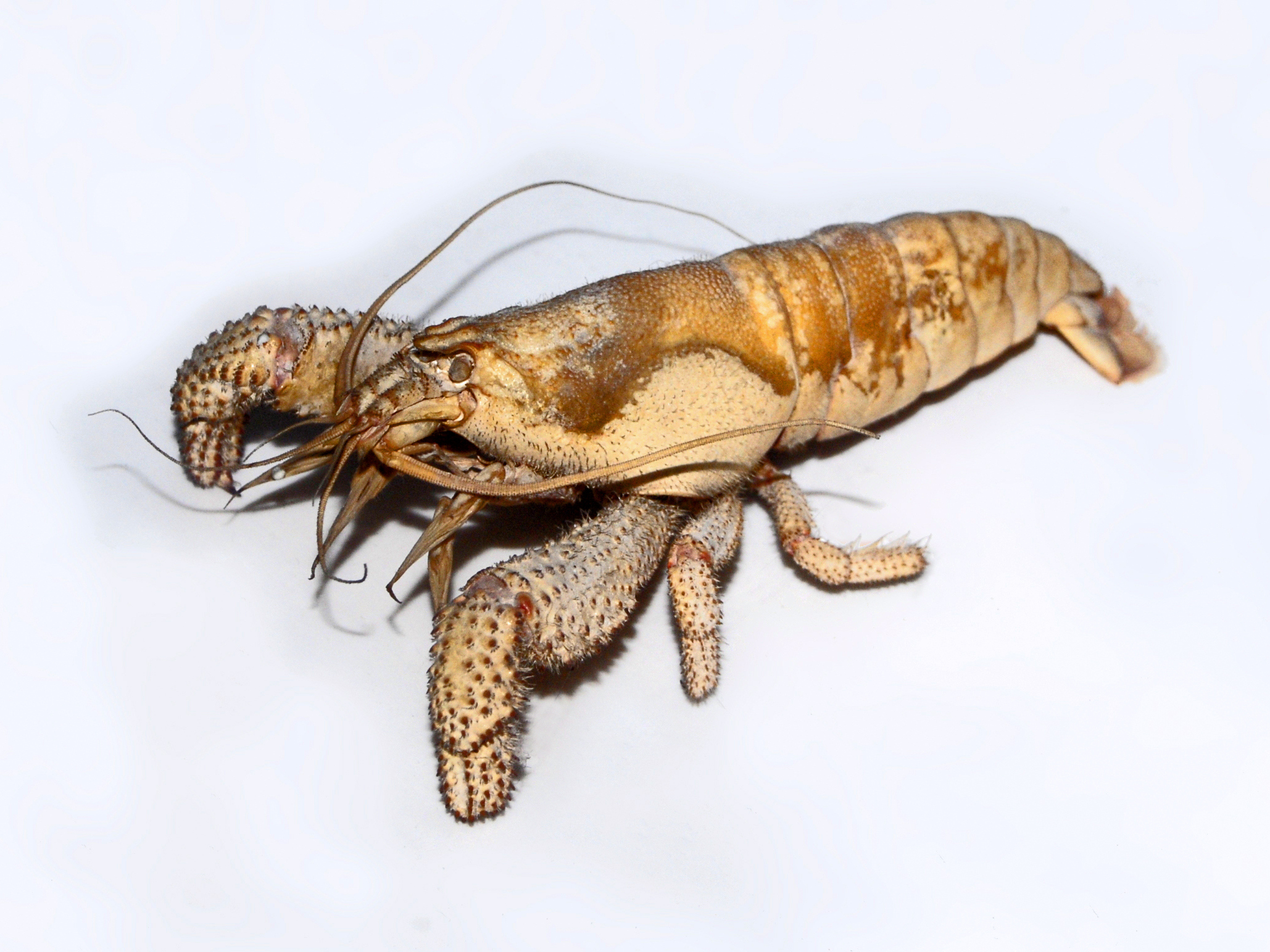
Atya scabra, Família Atyidae,(Decapoda, Malacostraca)

### Família Atyidae

#### Atya gabonensis
Dados insuficientes (2018), Vulnerável (2004). No Brasil sua distribuição encontra-se nos estados Piauí, Alagoas, Sergipe, Rio de Janeiro e São Paulo, sendo encontrados em subpopulações pequenas. Sua presença em unidades de conservação é desconhecida e as ameaças são a sobrepesca, sobre-explotação, aumento da temperatura das águas, descaracterização do habitat desses organismos, diminuição da vazão dos rios e principalmente a criação de barragens. Como em 2018 seu estado de ameaça mudou de vulnerável para dados insuficientes, passou a ser legalizada a criação destes camarões-filtradores, mas recomenda-se que evite a captura e manutenção destes organismos em aquário visto que a espécie estava como ameaçada na lista de 2004.

#### Atya scabra
Quase ameaçada (2018), Vulnerável (2004). A espécie está presente nas unidades de conservação Reserva Biológica de Saltinho (PE); Estação Ecológica Juréia-Itatins (SP) e Parque Estadual Ilha do Cardoso. No Brasil, está distribuída nos estados Ceará, Rio Grande do Norte, Pernambuco, Bahia, São Paulo, Santa Catarina e Rio Grande do Sul. A espécie sobe rio acima para completar seu ciclo de vida, visto que as larvas dependem de água salobra para completar seu desenvolvimento. Deste modo, a construção de barragens é um grande impacto para a conservação destes organismos. Além disso, a destruição de seu habitat, a degradação da qualidade da água, sobrepesca, sobre e diminuição da vazão dos rios são impactos que afetam extremamente a vida destes organismos, afetando sua conservação.

#### Potimirim brasiliana
Menos preocupante. Espécie endêmica brasileira, registrado no Rio de Janeiro, São Paulo, Paraná e Santa Catarina. Vivem aderidos à vegetação marginal submersa, em plantas aquáticas ou escondidos sob rochas ou folhas no leito do rio. A principal ameaça é a poluição de rios.

#### Potimirim potimirim

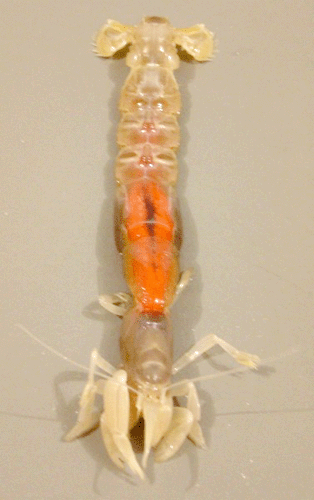
Callichirus major, também conhecido como corrupto, Família Callianassidae (Decapoda, Malacostraca)

Menos preocupante. No Brasil encontra-se em Pernambuco, Alagoas, Bahia,  Espírito Santo, Rio de Janeiro, São Paulo e Santa Catarina. Assim como P. brasiliana, a principal ameaça é a poluição de rios.

### Família Callianassidae

#### Callichirus major
Dados insuficientes. A espécie está distribuída pelo Atlântico Ocidental, sendo que no Brasil ocupa do Pará à Santa Catarina. Essa espécie é encontrada em praias arenosas e apresenta comportamento críptico, vivendo em galerias na zona entremaré. Há uma ampla caça desse crustáceo, pois possui uma utilização como isca viva por pescadores em diversas áreas costeiras, isso se deve ao fato de possuir uma alta qualidade atrativa para peixes e pela facilidade de captura nas praias. Apesar disso, é classificado como Dados insuficientes por não ter informações do quanto foi o declínio populacional ao longo da costa brasileira.

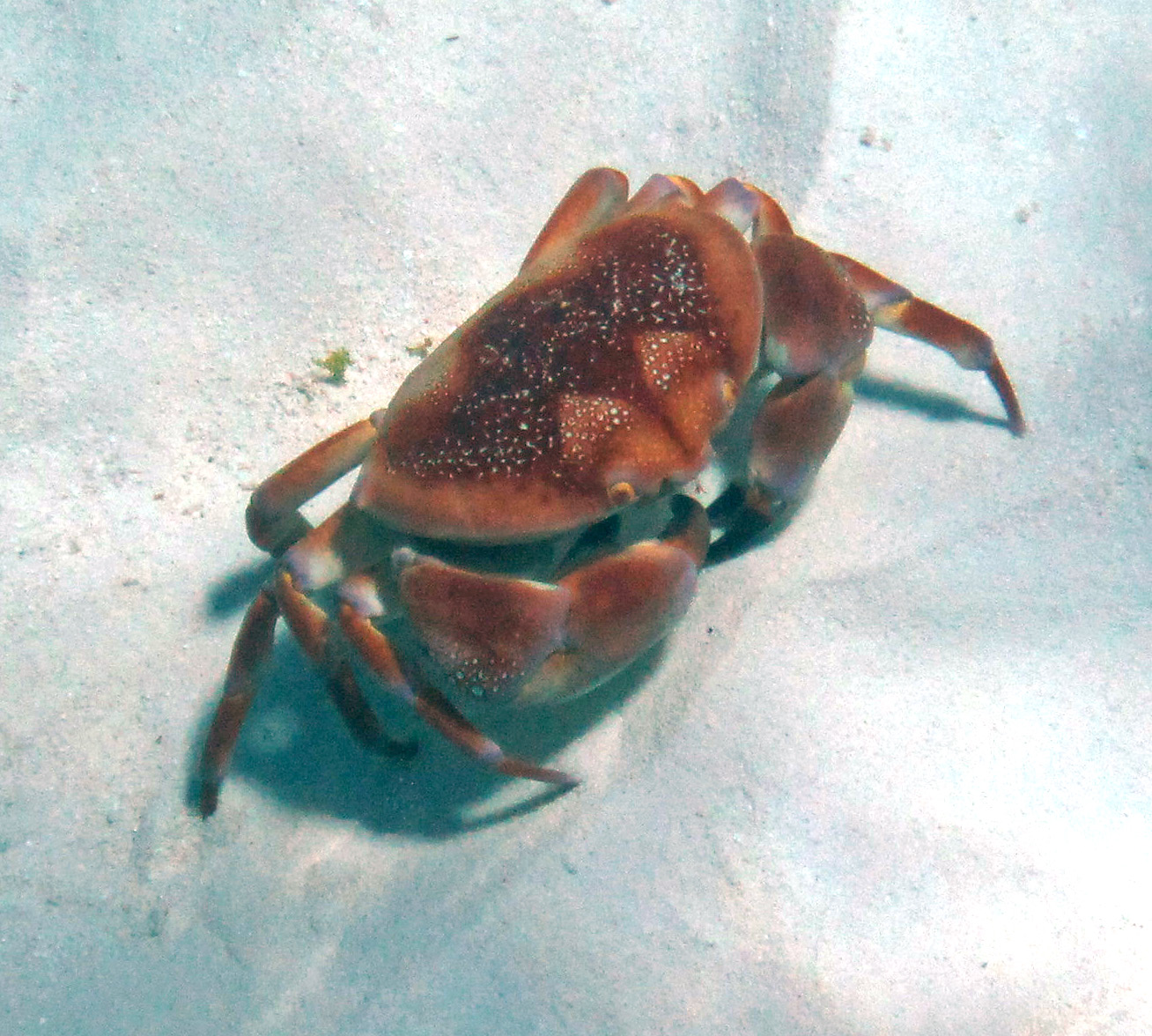
Carpilius corallinus, Família Carpillidae (Decapoda, Malacostraca)

### Família Carpiliidae

#### Carpilius corallinus
Menos preocupante. Espécie de ampla distribuição, ocorrendo no Atlântico Ocidental desde os Estados Unidos até o Brasil. Ocorre captura incidental na pesca industrial e artesanal, além de ser pescado para a subsistência, sendo consumido e comercializados em pequenas regiões, portanto é uma ameaça local, não apresentando risco de extinção.

### Família Cryptochiridae

#### Kroppcarcinus siderastreicola
Dados insuficientes. Espécie de águas rasas, endêmica do Brasil, sendo localizado na Praia de Guarajuba e Praia do Forte, na Bahia. A espécie é dependente de corais Siderastrea stellata, a qual está sendo ameaçada por atividades antrópicas. Por K. siderastreicola ser uma espécie recém descrita, não há informações de sua real distribuição e abundância, não sendo possível verificar a real dimensão do impacto sobre a população deste animal.

#### Opecarcinus hypostegus
Dados insuficientes. Possui distribuição no Atlântico Ocidental, no Golfo do México, e no Atlântico Sul. Além desses, no Brasil foram registrados no Rio Grande do Norte, Pernambuco, Alagoas e São Paulo. A espécie vive nas superfícies de corais vivos, como Siderastrea stellata, Mussismilia hispida e Agaricia agaricites, algumas das quais encontram-se ameaçadas por ação antrópica, o que acaba comprometendo o estado de conservação de O. hypostegus. Entretanto, não há dados o suficiente para verificar a sua real distribuição, assim como a real dimensão do impacto sobre a população.

#### Troglocarcinus corallicola
Menos preocupante. Espécie distribuída amplamente no Atlântico. No Brasil está distribuído desde o Maranhão até São Paulo e em ilhas oceânicas. Possuem dependência de corais vivos, porém por ser uma espécie generalista, os efeitos das ameaças identificadas não colocam a espécie em risco de extinção.

### Família Geryonidae

#### Chaceon linsi
Menos preocupante. Espécie endêmica do Ceará e Rio Grande do Norte, habitante de águas profundas. Sofreu a ação da pesca, porém a atividade foi abandonada devido a problemas de mercado. A espécie é de crescimento lento e alta longevidade, não sendo registrado ameaças significativas.

#### Chaceon notialis
Menos preocupante. A espécie possui distribuição do Rio grande do Sul à Argentina,habitando altas profundidades. No Brasil, a pesca causou o declínio de 40% da biomassa da espécie, mas a atividade foi encerrada em 2012. Atualmente a espécie não é capturada no Brasil e a maior parte da população ocorre no Uruguai e na Argentina, onde ainda se mantém a pesca.

#### Chaceon ramosae
Quase ameaçada. Espécie endêmica do Brasil, com ocorrência da Bahia ao Rio Grande do Sul. A espécie é de crescimento lento, maturação tardia e reprodução bianual, foi intensamente pescada na primeira década dos anos 2000, estimando um declínio de cerca de 50% do tamanho populacional original. A partir de 2005 a pescaria passou a ser regulamentada e, em 2008, foram implementadas novas medidas de conservação.

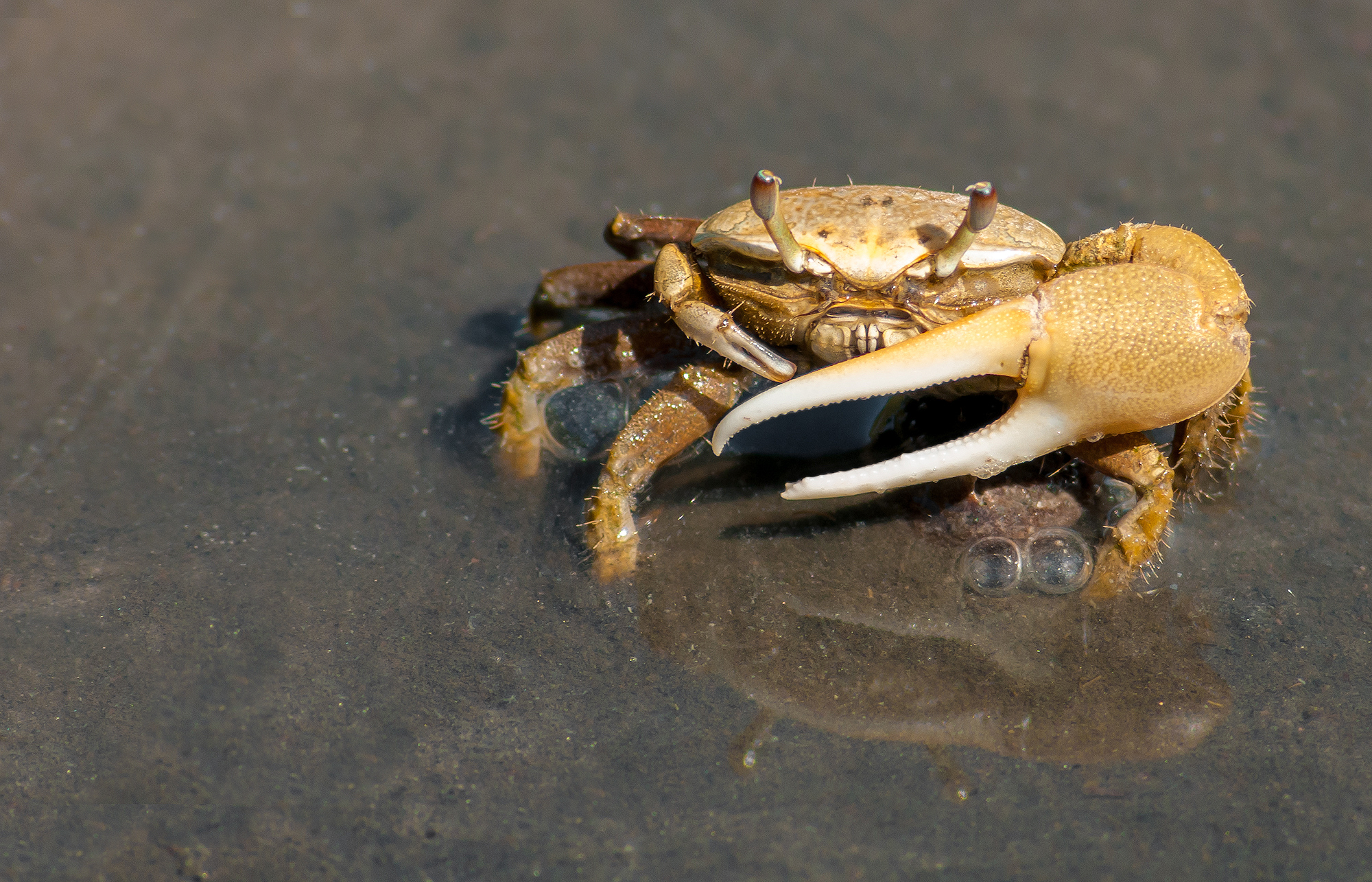
Uca leptodactyla, Família Ocypodidae (Decapoda, Malacostraca)

### Família Ocypodidae
Essa família abrange os caranguejos do gênero Uca, conhecidos como “Chama-maré” popularmente pelo seu comportamento de abanar os braços verticalmente de um lado para o outro em algo conhecido como “aceno”. Esse ato é, entretanto, envolvido no reconhecimento dos machos pelas fêmeas no momento da corte e em disputas com outros machos em confrontos. A distribuição desses animais está sujeita a, principalmente, condições ambientais de seus habitats (salinidade, temperatura, amplitude da maré, propriedades dos sedimentos) e de recursos, como alimento, além de interações e capacidades de cada espécie em lidar com as pressões contrárias a sua sobrevivência. No Brasil, são registradas 10 espécies desta família, sendo elas:

#### Uca burgersi
Menos preocupante Este animal ocorre no Brasil na costa do Maranhão até São Paulo é conhecido popularmente como “Tesourinha”. Categorizado desta forma, devido à sua ampla distribuição geográfica e resiliência à mudanças do ambiente em que vive. Embora relativamente raro no Amapá e Pará, U. burgersi é relatado como mais comum em regiões entre o Maranhão e Santa Catarina.

#### Uca cumulanta
Menos preocupante Sua distribuição compreende desde a America Central até o Rio de Janeiro, no Brasil. Registros demonstram que essa espécie encontra-se em expansão, com presença bem estabelecida ao longo da costa brasileira.

#### Uca leptodactyla
Menos preocupante Sua distribuição compreende desde o Maranhão até Santa Catarina. Por serem animais de sedimentos mais grosseiros e arenosos, não ocorrem no Rio Amazonas, por exemplo, devido ao sedimento mais fino, lodoso, daí sua distribuição dita como “disjunta”.
São animais associados à águas mais salinas, encontrados tradicionalmente convivendo com U. uruguayensis ao norte e U. cumulanta ao sul do país,  embora estes costumam habitar regiões de sedimentação menos granular e distantes do litoral. Na Bahia, foi reportada a ocorrência desses animais com índices de reprodução constantes. Nessa região do Nordeste semiárido, foram ditos capazes de suportar condições sedimentológicas adversas, assim como apresentarem boa adaptação para os períodos de estiagem característicos da região mencionada, sincronizando sua reprodução com períodos de alta pluviosidade, com densidade populacional de 36,46 indivíduos/m². O mais alto valor relatado para essa espécie foi de 240 ind/m², na Baía de Guaratuba, Estado do Paraná.

#### Uca maracoani
Menos preocupante No Brasil essa espécie é reportada do Maranhão até o Paraná. Assim como U. leptodactyla, essa espécie possui afinidade por altas salinidades, porém a granulometria dos ambientes nos quais são encontrados esses animais é lodoso, em regiões de proximidade a manguezais.

#### Uca mordax
Menos preocupante Sua distribuição compreende desde Belize, na América Central, até o Rio Grande do Sul, no Brasil. Animais de ambientes lodosos de baixa salinidade, motivo pelo qual frequentemente são utilizados para a prática de aquarismo. Além disso, apesar de serem encontrados ao longo da costa, são também abundantes em áreas mais continentais, onde se encontram corpos de água doce: dentre as espécies reconhecidas como “chama-maré”, representam perto de 70% dos caranguejos encontrados no delta do Rio Amazonas (trecho de Amapá até Maranhão). U. mordax é ainda reportado até o estado de Santa Catarina no sul do país. Outros estudos reportam influência de poluição originada de áreas circundantes (efluentes domésticos, industriais e agrícolas) em estuários dessa espécie no Sul (Rio Itajaí-Açú, Santa Catarina), apesar disso, essa população encontra-se constante quando a comparada com dados provenientes de outras populações.

#### Uca rapax

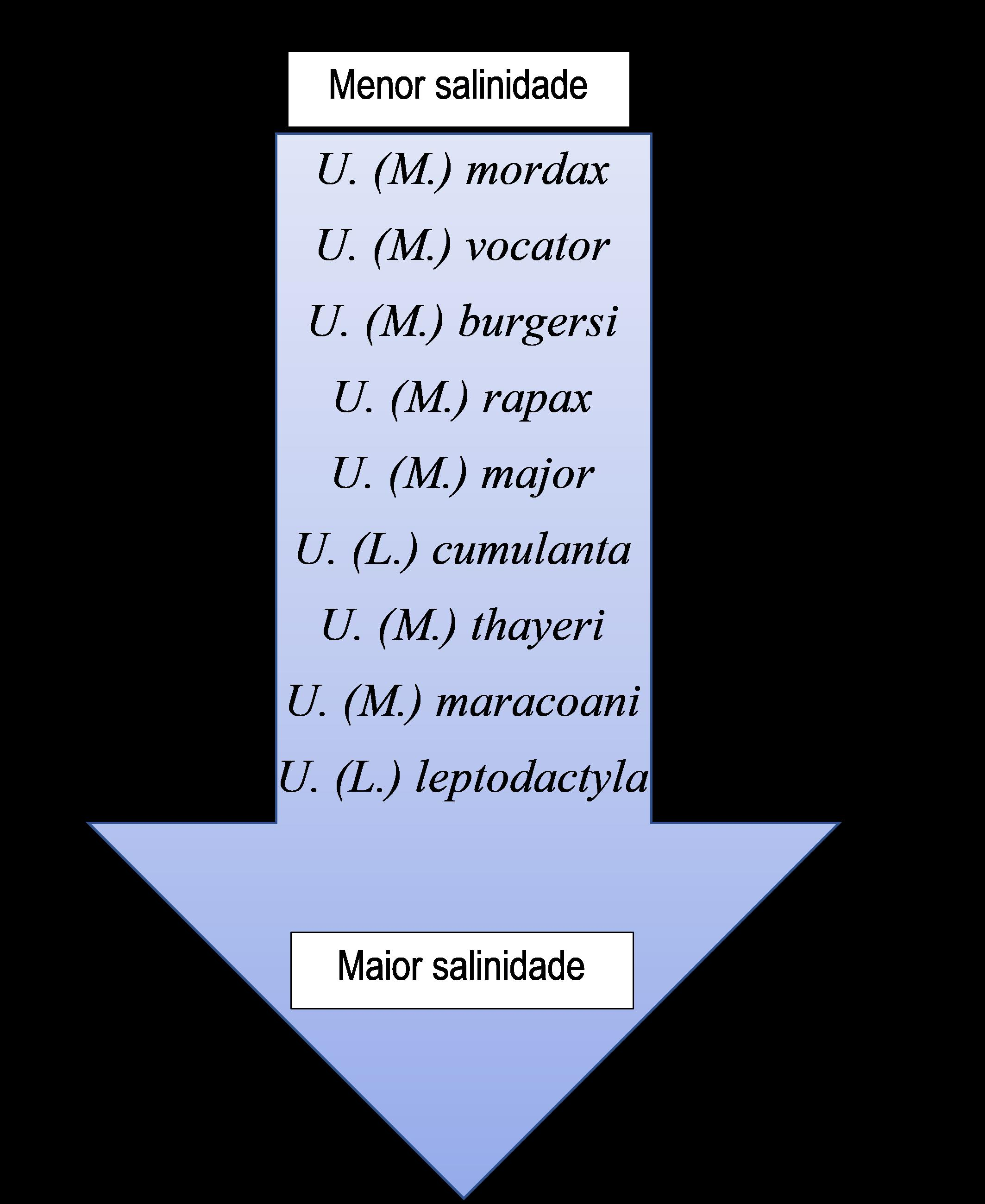
Idealmente, essa seria a distribuição sugerida com relação a uma progressão de menor salinidade para maior salinidade dos caranguejos Chama-Maré, ao longo de um litoral tropical. Entretanto, sempre três ou mais espécies do referido espectro estarão faltando. (Crane, 1975)

Menos preocupante. Sua distribuição é reportada no Brasil desde o Pará até Santa Catarina. Em Paraty, Rio de Janeiro, um ponto de ocorrência dessa espécie, a população foi relatada como estável, com presença em toda a extensão do manguezal, apesar de haverem sugestões que esses animais preferem regiões mais distantes do mar. Na Baía de Guaratuba, Paraná, no Sul do país houve densidade populacional reportada de 0,06 a 16,0 ind/m². Em outros estudos, essa espécie é dita como a mais abundante e amplamente distribuída pela costa brasileira. Apesar de serem animais de preferência por águas mais salinas, devido sobretudo à sua dependência no período reprodutivo, existem casos de ocorrência em água doce em rios de Minas Gerais. Isto ilustra a plasticidade da espécie e sua capacidade de suportar condições fora de sua amplitude ótima, sendo considerada por alguns como um dos crustáceos de maior capacidade osmorregulatória.

#### Uca thayeri
Menos preocupante Em um estudo em 2006, foi reportado, no manguezal de Itacuruçá (Rio de Janeiro), que a degradação deste ecossistema por ações antrópicas podem ter sido o motivo de a distribuição populacional desta espécie neste local não ter apresentado um padrão distinguível, fato que sugere a migração dos indivíduos dessa população para regiões de melhores condições. Em outras ocorrências dessa espécie, porém, estudos indicaram um grau de estabelecimento estável nos locais analisados: No Pernambuco, em 2009, essa espécie foi dita como tendo estabilidade biológica, mesmo havendo determinado grau de deterioramento em um dos locais de coleta (manguezal do Rio Mamucabas). Assim como em Rio Formoso, no mesmo estado, onde também foi relatada como estável, no ano de 2010.

#### Uca uruguayensis
Quase ameaçada Esta espécie é endêmica do Atlântico Sul, encontrada na costa Sudeste do Brasil, com reportagens de alta abundância relativa à outras espécies de Uca registrados nas regiões do estado de Santa Catarina até Rio Grande do Sul.  Possui distribuição similar à de Uca vitoriana, entretanto, contrário à este último, U. uruguayensis não é encontrado em regiões mais ao Norte do Brasil, perto do equador, por motivos ainda desconhecidos. Apesar dessa similaridade nos registros pelo país, U. vitoriana e U. uruguayensis só são coincidentes por algumas centenas de quilômetros no Rio de Janeiro. Adicionalmente, possui alta abrangência de nichos, com diferentes condições como salinidade e granularidade do substrato, caracterizado como uma espécie oportunista, assim, ocupando territórios nos quais espécies mais tropicais e subtropicais se ausentam.

#### Uca victoriana
Quase ameaçada Assim como U. uruguayensis, é endêmico do Atlântico Sul, com distribuição moderadamente abundante e similar à deste, reportado desde o Ceará até São Paulo, com um centro de concentração em Santa Catarina.

#### Uca vocator
Menos preocupante Essa espécie apresenta registros anteriores de grande abundância nos estados do Sudeste do país, principalmente São Paulo, entretanto estudos atuais demonstraram índices de coleta cada vez menores, representativo da escassez crescente deste nessas mesmas regiões. A maioria dos exemplares coletados concentraram-se em estados mais ao nordeste, como Amapá e Bahia.

#### Ucides cordatus
Quase ameaçada. Ele possui relevância econômica a medida que comunidades pesqueiras no Sudeste e Sul do país os utilizam historicamente como importante fonte de renda, valorizado pelo seu alto teor proteico. Diversas portarias do IBAMA foram estabelecidas para controlar a explotação desse animal em todos os estados do Nordeste (uma específica para a Bahia e outra para o Pará), no Paraná, em São Paulo e no Rio de Janeiro. Essas medidas contemplavam desde proibição de coleta de fêmeas, em tempos específicos, ou até mesmo de determinação de um tamanho mínimo para a coleta do indivíduo. Além da prática de coleta para subsídio próprio, há o costume popular de retirar esse animais de seu ambiente natural em época de reprodução, na qual eles são mais facilmente encontrados, em algo que consiste na “Corrida do Caranguejo” ou ainda “Carnaval do Caranguejo”. Essa atividade de lazer por parte de algumas comunidades próximas aos manguezais é causa de muitas disrupções desse ecossistema, como seu pisoteamento, havendo danos à raízes e galhos e destruição de tocas.
Desde 2017 vem sendo planejadas ações que foram colocadas em prática em janeiro de 2018 que visam a fiscalização de captura, transporte e todo o processo de comercialização dessa espécie, principalmente durante o período de defeso do caranguejo-uçá que nas fêmeas ocorre de Outubro à Dezembro e nos machos de Outubro à Novembro. A estratégia principal para a conservação desta espécie é a produção de material educativo para a divulgação deste período reprodutivo e a sensibilização da população sobre a importância da conservação dessa espécie.
Para se ter uma ideia da importância destes organismos para a população humana, no Delta do Parnaíba (Piauí e Ceará) coleta-se entre 144 mil e 200 mil unidades por mês. O trabalho duro para evitar que essa espécie acabe ocorre entre a Conservação Internacional, Projetos Manguezais do Brasil e com o ICMBio. Além disso, a cartilha afirma que é papel de todas as comunidades, pescadores, movimentos e instituições contribuir para o uso sustentável dos manguezais e com a melhora das condições dos pescadores.